# Eukiefferiella masordarjensis
Eukiefferiella masordarjensis är en tvåvingeart som beskrevs av Pankratova 1950. Eukiefferiella masordarjensis ingår i släktet Eukiefferiella och familjen fjädermyggor. Inga underarter finns listade i Catalogue of Life.